# تشارلز كيل
تشارلز كيل (بالإنجليزية: Charles Kell)‏ هو لاعب دوري الرغبي أسترالي، ولد في 1905 في Ashfield, New South Wales ‏ في أستراليا، وتوفي في 28 سبتمبر 1964 في Earlwood, New South Wales ‏ في أستراليا.